# Dallas Barr
Dallas Barr – seria komiksowa autorstwa amerykańskiego scenarzysty Joe Haldemana oraz belgijskiego rysownika Marvano (Marka van Oppena), wydana w siedmiu tomach w latach 1996–2005 nakładem wydawnictw Dupuis (tomy 1–5) i Le Lombard (tomy 6–7). Seria jest adaptacją powieści science-fiction Buying Time Joe Haldemana z 1989. Polskie tłumaczenie Dallasa Barra ukazało się nakładem Egmont Polska w jednym zbiorczym tomie w roku 2007 i 2019.

## Fabuła
Bohaterem serii jest Dallas Barr, mający 132 lata. Akcja rozgrywa się w drugiej połowie XXI wieku w świecie, w którym genialny naukowiec Juliusz Stileman wynalazł kurację odmładzającą. Można z niej skorzystać, jeśli zapłaci się minimum 1 milion funtów brytyjskich. Każda kuracja odbudowuje tkanki i nadaje młodzieńczą sprawność narządom, jednak wystarczy tylko na 10 lat – po ich upływie, jeśli pacjent nie zastosuje kolejnego zabiegu, gwałtownie starzeje się i umiera. Tytułowy Dallas Barr, aby zarobić na kurację, wykonuje tajne i niebezpieczne zadania zlecone mu przez Stilemana.

## Tomy
| Tom | Tytuł i rok wydania polskiego      | Tytuł i rok wydania oryginalnego |
| --- | ---------------------------------- | -------------------------------- |
| 1   | Nieśmiertelność na sprzedaż (2007) | Immortalité à vendre (1996)      |
| 2   | Wybór Marii (2007)                 | Le Choix de Maria (1997)         |
| 3   | Pierwszy etap (2007)               | Premier quartier (1998)          |
| 4   | Nowy księżyc (2007)                | Nouvelle Lune (1999)             |
| 5   | Anna tysiąca dni (2007)            | Anna des mille jours (2000)      |
| 6   | Sarabanda (2007)                   | Sarabande (2005)                 |
| 7   | Ostatni walc (2007)                | La Dernière Valse (2005)         |